# Jane Austen
Jane Austen (Steventon, 16 dicembre 1775 – Winchester, 18 luglio 1817) è stata una scrittrice britannica, figura di spicco della narrativa neoclassica del periodo della reggenza inglese, nonché della transizione tra il romanticismo e il realismo. È una delle autrici più celebri e conosciute del panorama letterario del Regno Unito e mondiale.

## Biografia

### Infanzia e istruzione

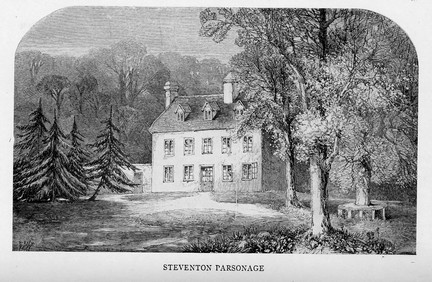
Illustrazione della Canonica di Steventon, da A memoir of Jane Austen (2ª ed. 1871)

Figlia del pastore anglicano George Austen e di Cassandra Leigh, Jane Austen nacque il 16 dicembre del 1775 a Steventon, nello Hampshire, un piccolo villaggio dell'Inghilterra meridionale. Penultima di otto figli, sei maschi e due femmine (James, George, Edward, Henry Thomas, Francis William, Charles John,  Cassandra Elizabeth e Jane), fu legata particolarmente alla sorella Cassandra (che, come l'autrice, non si sposerà mai), con la quale intrattenne una fitta corrispondenza andata per la maggior parte distrutta. Cassandra, oltre che sua sorella, era anche la sua migliore amica.
Jane trascorse il primo anno della sua vita insieme a una balia, come era uso per l'epoca. Crebbe in un ambiente vivace e culturalmente stimolante; il padre si occupò personalmente della sua istruzione, insegnandole il francese e le basi della lingua italiana, e contribuì alla sua crescita letteraria grazie a una collezione di libri che contava circa cinquecento volumi. Nel 1783, secondo le consuetudini familiari, Jane e Cassandra andarono a Oxford e in seguito a Southampton per approfondire la loro istruzione insieme a Mrs. Ann Cawley. Dal 1785 al 1786 le due sorelle frequentarono la Abbey School di Reading e tornarono a casa nel dicembre di quell'anno.
Tra il 1787 e il 1793 Jane Austen scrisse i suoi Juvenilia, tre raccolte, dai toni umoristici o gotici, di racconti, poesie, bozze di romanzi e parodie che emulavano la letteratura dell'epoca e che erano scritti per divertire la ristretta cerchia di conoscenti. Tutti i brani sono infatti dedicati ad amici e parenti con l'eccezione di Edgar ed Emma. Amore e amicizia, il più famoso tra gli Juvenilia, è una parodia in forma epistolare dei racconti romantici; le protagoniste (Laura, Isabel e Marianne) descrivono per corrispondenza le proprie emozioni amorose con toni forti e violenti dimenticando il decoro e il buon senso. La Austen tratterà approfonditamente questo tema pochi anni dopo col personaggio di Marianne Dashwood in Ragione e sentimento.

### Primi romanzi

Albero genealogico della famiglia Austen

Nel dicembre del 1795 Jane Austen conobbe Thomas Langlois Lefroy, il nipote di alcuni vicini di Steventon, per il quale iniziò a provare un attaccamento; la famiglia Lefroy ritenne la figlia del reverendo Austen inadeguata socialmente per il giovane Tom e decise di allontanarlo da Steventon già nel gennaio del 1796. Data la dipendenza economica del giovane Lefroy dal prozio che si occupava dei suoi studi per indirizzarlo all'attività legale, il matrimonio fu così impossibile.
Tra il 1795 e il 1799 Jane Austen iniziò la stesura di quelli che diventeranno i suoi lavori più celebri: Prime impressioni, prima bozza di Orgoglio e pregiudizio, ed Elinor e Marianne che divenne Ragione e sentimento. Nel 1795 lavorò anche a un racconto epistolare, Lady Susan, e scrisse, appunto, il suo primo romanzo Elinor e Marianne. Nel 1796 iniziò a lavorare al suo secondo romanzo Prime impressioni, terminato nell'agosto del 1797 all'età di soli 21 anni.
Colpito dalle doti letterarie della figlia, George Austen, nello stesso anno, contattò un editore proponendo la pubblicazione di Prime impressioni ma senza ottenere alcun esito positivo.
Tra il 1797 e il 1798 la Austen rielaborò Elinor e Marianne eliminandone lo stile epistolare e avvicinandolo molto alla stesura finale di Ragione e sentimento. Terminata la revisione iniziò la stesura di un nuovo romanzo che la impegnerà per circa un anno, inizialmente intitolato Susan, poi diventato L'abbazia di Northanger, satira del romanzo gotico molto in voga ai tempi della Austen. Venduto nel 1803 per 10 sterline da Henry Austen a un editore, Benjamin Crosby, non fu pubblicato finché gli Austen non ne riacquistarono i diritti nel 1816.

### Bath e Southampton
Nel dicembre del 1800 il Reverendo Austen decise di lasciare Steventon per trasferirsi a Bath seguito dalla famiglia. Durante il soggiorno nella città Jane scrisse I Watson, rimasto incompleto, e lavorò ad alcune modifiche di Susan. A Bath il padre morì improvvisamente nel 1805, lasciando la moglie e le due figlie in precarie condizioni finanziarie seppur aiutate da Edward, James, Henry e Francis Austen.
Nel 1806 le tre donne si trasferirono a Southampton, dal fratello Frank, e successivamente, nel 1809, a Chawton, un piccolo villaggio dell'Hampshire a pochi chilometri dal loro luogo di origine, dove il fratello Edward mise a disposizione della madre e delle sorelle un cottage di sua proprietà.

### Chawton

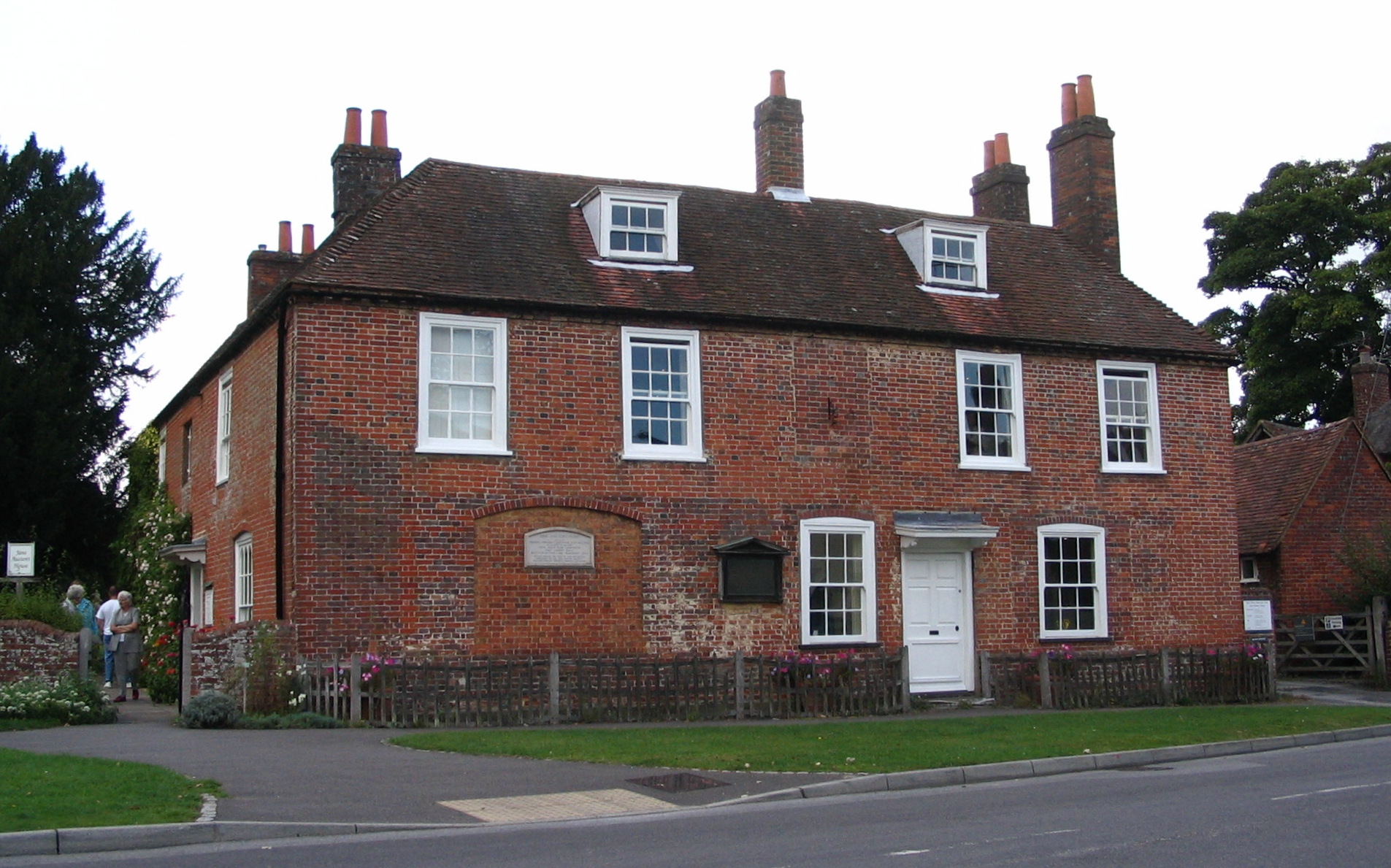
Il cottage di Chawton dove la Austen visse alcuni anni della sua vita, ora è il Jane Austen's House Museum

Nel 1811 viene pubblicato Ragione e sentimento, l'esordio letterario di Jane Austen. Con lo stesso editore, Thomas Egerton, nel gennaio del 1813 uscì Orgoglio e pregiudizio, ultima revisione di Prime impressioni. Il romanzo fu accolto molto bene e già nell'ottobre dello stesso anno ne fu stampata una seconda edizione. Nel 1812 iniziò la stesura di Mansfield Park, terminato e pubblicato nel 1814, le cui copie furono vendute tutte in sei mesi.
Sempre nel 1814 iniziò la stesura di Emma, concluso nel 1815 e pubblicato nel dicembre dello stesso anno da John Murray, noto editore di Londra. Emma fu l'ultimo romanzo di Jane Austen pubblicato in vita. Infatti il suo ultimo e più maturo romanzo, Persuasione (che scrisse nel 1815), fu pubblicato postumo nel dicembre del 1817 insieme a L'abbazia di Northanger.
Nel 1816 la Austen si ammalò gravemente. Tra le varie ipotesi la più accreditata è quella che la Austen fosse stata colpita dalla malattia di Addison, a quel tempo incurabile; nel 1817 la sorella Cassandra la condusse a Winchester, in cerca di una cura adeguata, ma in quella città Jane Austen morì e fu sepolta nella cattedrale. Ancora oggi si può vedere, poco lontano dalla cattedrale, il cottage dove visse gli ultimi tempi della sua vita e dove morì. Negli ultimi mesi di vita aveva continuato a scrivere iniziando la stesura di Sanditon, una satira sul progresso e sulle sue conseguenze, rimasto incompiuto a causa dell'aggravarsi della sua malattia. Nel suo testamento ella indicò di lasciare tutto ciò che aveva a sua sorella e la somma di 50 sterline al fratello.
I suoi romanzi furono pubblicati anonimamente, semplicemente con indicazioni quali "by a Lady" o "by the author of Sense and Sensibility". Nonostante in alcuni circoli aristocratici il nome dell'autrice fosse noto, solo con la pubblicazione postuma de L'Abbazia di Northanger e Persuasione il fratello Henry rivelò il nome dell'autrice al pubblico.
In vita Jane non lasciò mai la sua famiglia e morì nubile come la sorella; dopo la sua morte, la sorella Cassandra, e in seguito i fratelli e i loro discendenti, distrussero gran parte delle lettere e delle carte private che le erano appartenute. Il nipote J. E. Austen-Leigh ne scrisse una biografia, A memoir of Jane Austen, pubblicata nel 1869; in essa la Austen viene presentata come una signorina esemplare, presa dalla vita domestica e dedita solo incidentalmente alla letteratura.

## Temi
Pur vivendo nel periodo delle guerre napoleoniche, la Austen non tratta mai nei suoi romanzi gli avvenimenti bellici. Le milizie di passaggio sono sullo sfondo degli eventi a lei più cari: le cerchie ristrette della provincia, le storie d'amore e la vita quotidiana. Con ironia e arguzia illustra i personaggi che popolano la campagna inglese e che influenzano il sogno di felicità matrimoniale delle sue eroine. Le donne sono il fulcro fondamentale di ogni romanzo, facendo di Jane Austen "una delle prime scrittrici a dedicare l'intero suo lavoro all'analisi dell'universo femminile" o, con le parole di Virginia Woolf, "l'artista più perfetta tra le donne".
Ma l'ironia di Jane Austen non risparmia nemmeno le sue eroine, di cui descrive pregi e difetti in maniera implacabile. Attraverso poche battute sarcastiche il lettore inquadra i personaggi senza la necessità di lunghe dissertazioni. Le donne devono possedere virtù come la moderazione e il buon senso che vincono sulla spontaneità e la passione, come dimostra il diverso destino che la Austen riserva alla ragionevole Elinor e all'impetuosa Marianne in Ragione e sentimento. La timida Fanny Price di Mansfield Park e la remissiva Anne Elliot di Persuasione attendono pazientemente il loro momento conquistando l'amore. Ma anche Elizabeth Bennet coi suoi pregiudizi, la viziata Emma Woodhouse e la sognatrice Catherine Morland maturano e capiscono l'importanza della riflessione giungendo al, sempre presente, matrimonio desiderato.
La quotidianità diventa un importante soggetto narrativo: le abitudini, i luoghi e le classi sociali sono elementi essenziali per lo svolgimento degli eventi. I paesaggi influenzano i caratteri, la riservata campagna è contrapposta alla corrotta città e ai suoi abitanti contro i quali l'autrice si schiera. L'egoismo dei ricchi (i Ferrars, i Bertram) e l'avidità dei nobili (gli Elliot, Lady Catherine de Bourgh) sono gli ostacoli da superare per raggiungere la felicità.

## Stile
(Emma Woodhouse, capitolo 26, Emma)
"Niente affatto, signore. È una magnifica notte di luna; e così mite che devo ritirarmi dal vostro gran fuoco."

"Ma dovete averla trovata umidissima e fangosissima. Mi auguro che non vi prendiate un'infreddatura."

"Fangosa, caro signore! Ma guardate le mie scarpe. Non c'è uno schizzo."»
(Mr. Knightley e Mr. Woodhouse, capitolo 1, Emma)
La scrittura austeniana presenta poche scene descrittive e digressioni narrative, ma è caratterizzata dai dialoghi che l'autrice rende con il discorso diretto, con lo stile epistolare e con il discorso indiretto libero.
Quest'ultimo, fondendo il discorso diretto con la mediazione del narratore, fu utile all'autrice per rendere, in maniera ironica o drammatica, i pensieri e le parole dei protagonisti.
La mancanza dei verbi "dire" e "pensare" nella funzione di collegamento tra il narratore e il personaggio, danno l'illusione al lettore di essere nella mente dei protagonisti. Jane Austen utilizza ampiamente questa tecnica anche per illustrare il background dei personaggi.
Nell'uso del discorso diretto, la Austen assegna a ogni personaggio dei caratteri distintivi che lo rendono riconoscibile dalle sue parole. Ad esempio l'ammiraglio Croft in Persuasione è riconoscibile dallo slang navale mentre il signor Woodhouse di Emma dal suo linguaggio perennemente ipocondriaco.
I dialoghi sono generalmente composti da periodi molto brevi e gli scambi di battute sono rapidi e incisivi. In questo senso, sono particolarmente rilevanti alcune conversazioni tra Elizabeth e Darcy in Orgoglio e pregiudizio.

## Opere

### Cronologia delle opere
Romanzi
- Ragione e sentimento (Sense and Sensibility, 1811)
- Orgoglio e pregiudizio (Pride and Prejudice, 1813)
- Mansfield Park (Mansfield Park, 1814)
- Emma (Emma, 1815)
- L'abbazia di Northanger (Northanger Abbey, 1803 - pubblicato postumo nel 1818)
- Persuasione (Persuasion, 1818 - postumo)[23]

Racconti
- Lady Susan (1794, 1871)
- Sanditon (1871, incompiuto)
- I Watson (1871, incompiuto)

Lettere
- Niente donne perfette, per favore, a cura di Eusebio Trabucchi, L'orma, Roma, 2016.

Altri lavori
- Sir Charles Grandison (1793, 1800)
- Progetto di un romanzo (1816)
- Poesie
- Preghiere

Juvenilia - Primo volume (1787-1790)
- Frederic ed Elfrida
- Jack e Alice
- Edgar ed Emma
- Henry ed Eliza
- Le avventure di Mr. Harley
- Sir William Mountague
- Le memorie di Mr. Clifford
- La bella Cassandra
- Amelia Webster
- La visita
- Il mistero
- Le tre sorelle
- A Miss Jane Anna Elizabeth Austen:
  - Un frammento - scritto per inculcare l'esercizio della Virtù
  - Una eccellente descrizione dei diversi effetti del Sentimento su Menti diverse
  - Il curato generoso
- Ode alla pietà

Juvenilia - Secondo volume (1790-1792)
- Amore e amicizia
- Lesley Castle
- La storia d'Inghilterra
- Raccolta di lettere
- A Miss Fanny Catherine Austen:
  - La filosofa
  - Primo atto di una commedia
  - Lettera di una Signorina
  - Una gita nel Galles
  - Racconto

Juvenilia - Terzo volume (1792-1793)
- Evelyn
- Catharine, o la pergola

## Nella cultura di massa
Il lavoro di Jane Austen è stato fonte di ispirazione per scrittori e registi e, a più di due secoli dalla sua morte, la sua popolarità è ancora molto alta. Oltre agli innumerevoli saggi sulla sua produzione letteraria, è osservabile una "rinascita" più popolare negli anni novanta in cui sono stati prodotti decine di film di successo per il cinema e la televisione, al punto che Vanity Fair nel 1996 scrisse:
(Vanity Fair, 1996)

### Cinema
- Nel 2007 è stato girato dal regista Julian Jarrold Becoming Jane - Il ritratto di una donna contro. Un film semi-biografico che racconta i primi anni della vita di Jane Austen, interpretata da Anne Hathaway, e incentrato sul suo rapporto con Thomas Langlois Lefroy, interpretato da James McAvoy.

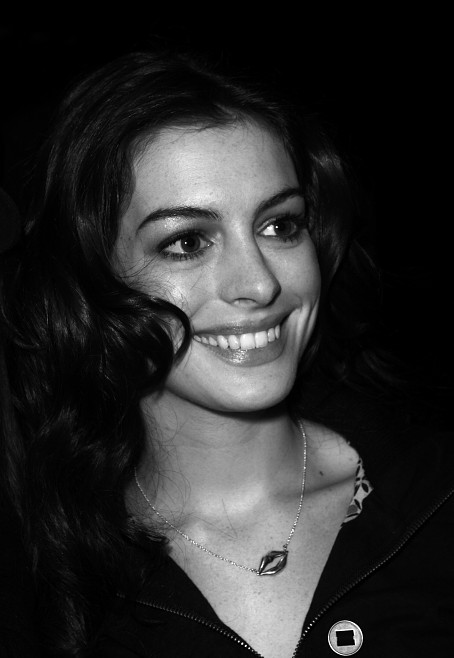
Anne Hathaway ha interpretato il ruolo di Jane Austen in Becoming Jane

- Jane Austen a Manhattan è un film di James Ivory del 1980 che narra le avventure di due compagnie teatrali rivali di New York che lottano per mettere in scena un'opera giovanile della Austen.
- Nel 2007 è stato girato il film Il club di Jane Austen: filo conduttore è un club letterario in cui ogni mese viene discusso un romanzo della Austen.
- Jane Austen appare come cameo nel film d'animazione Pirati! Briganti da strapazzo (2012), il film viene tuttavia ambientato nel 1837, anno in cui la reale scrittrice non sarebbe presente, nel film inoltre il personaggio incontra oltre che il protagonista (Capitan Pirata), altri personaggi storici, come Charles Darwin, e fa una menzione a Joseph Merrick, personaggio che come lei non era presente storicamente nel 1837 (essendo nato nel 1862).
- Alla ricerca di Jane è un film del 2013 diretto da Jerusha Hess, basato sul romanzo Austenland di Shannon Hale. La protagonista, Jane Hayes, è una ragazza newyorkese ossessionata dal personaggio di Mr. Darcy e insoddisfatta della propria vita amorosa che decide di acquistare un viaggio nel Regno Unito in un resort a tema su Jane Austen alla ricerca del perfetto gentiluomo.

Orgoglio e pregiudizio
- Orgoglio e pregiudizio del 1940 diretto da Robert Z. Leonard, con Greer Garson e Laurence Olivier.
- Orgoglio e pregiudizio del 2005 diretto da Joe Wright, con Keira Knightley e Matthew Macfadyen.
- Film che si ispirano al romanzo originale attualizzandone trama e personaggi: C'è posta per te, Matrimoni e pregiudizi,[26] Il diario di Bridget Jones,[27] Fire Island.

Ragione e sentimento
- Ragione e sentimento del 1995 diretto da Ang Lee, con Emma Thompson, Kate Winslet, Hugh Grant e Alan Rickman.

Mansfield Park
- Mansfield Park del 2000 diretto da Patricia Rozema, con Frances O'Connor e Jonny Lee Miller.
- Il film Metropolitan del 1990 è un adattamento contemporaneo ambientato a Manhattan.

Emma
- Emma del 1948 diretto da Michael Barry.
- Emma del 1996 diretto da Douglas McGrath, con Gwyneth Paltrow e Jeremy Northam.
- Emma. del 2020 diretto da Autumn de Wilde, con Anya Taylor-Joy e Johnny Flynn.
- Il film Ragazze a Beverly Hills del 1995, si ispira parzialmente al lavoro della Austen.

Persuasione
- Persuasione del 1995 diretto da Roger Michell, con Amanda Root e Ciarán Hinds. Inizialmente concepito come film per la televisione fu poi distribuito dalla Sony Pictures Classics.[28]
- Persuasione del 2007 regia di Adrian Shergold, con Sally Hawkins, Rupert Penry-Jones. Sceneggiatura abbastanza fedele al libro, ma con alcuni adattamenti d'invenzione.
- Persuasione del 2022 diretto da Carrie Cracknell, con Dakota Johnson e Cosmo Jarvis, moderno adattamento dell'opera.

Lady Susan
- Amore e inganni del 2016 diretto da Whit Stillman, con Kate Beckinsale e Chloë Sevigny. Il film è ispirato all'opera minore Lady Susan di Jane Austen.

### Televisione
- Io, Jane Austen è un film per la televisione, con protagonista Olivia Williams, prodotto dalla BBC nel 2007, che narra degli ultimi anni di vita dell'autrice. Negli Stati Uniti è stato trasmesso all'interno della serie The Complete Jane Austen: la serie raccoglie i film TV tratti da opere di Jane Austen.
- In Legends of Tomorrow, nella quarta stagione, episodio 11, è presente il personaggio di Jane Austen.

Orgoglio e pregiudizio

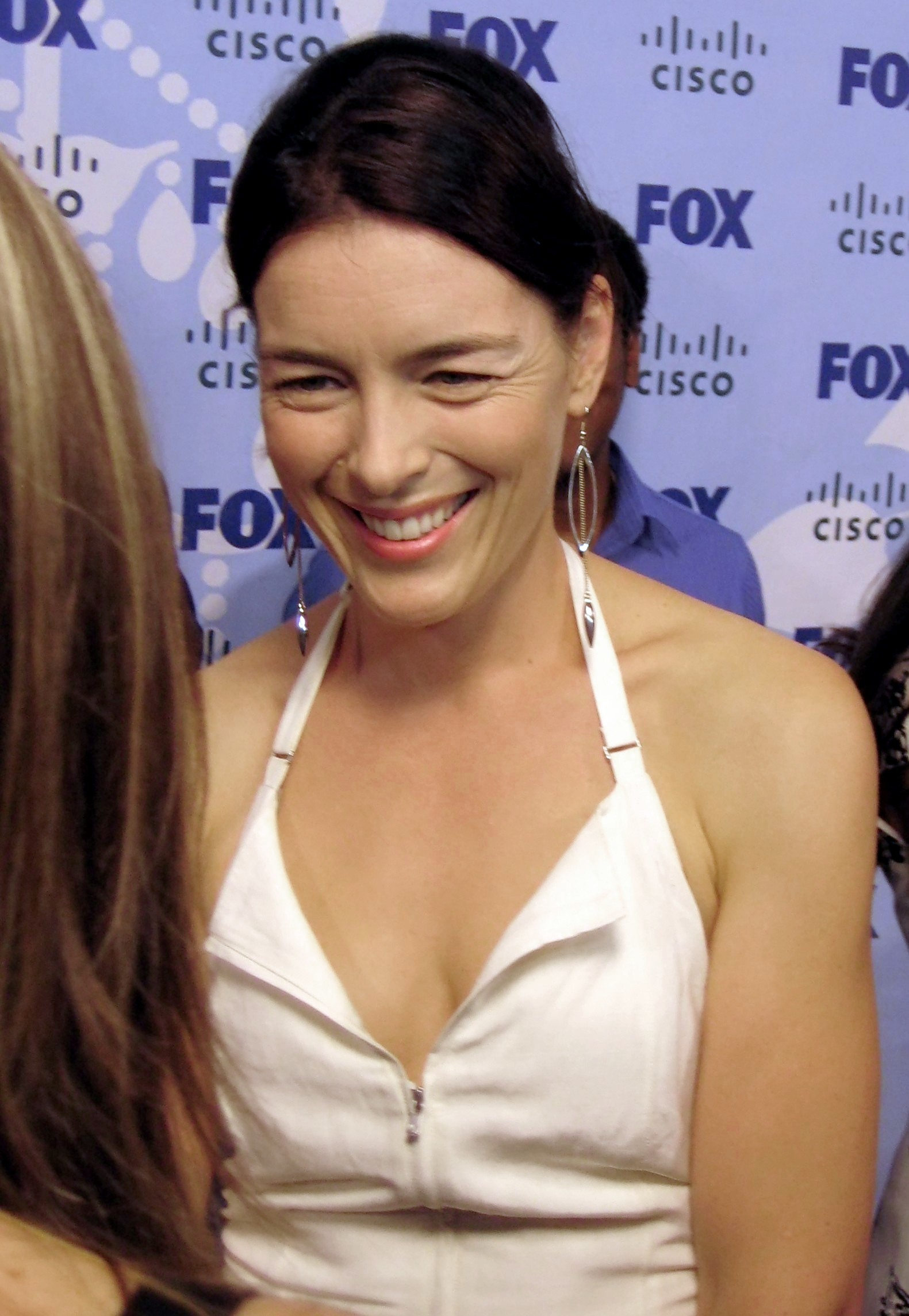
Olivia Williams ha interpretato il ruolo di Jane Austen in "Io, Jane Austen"

- Pride and Prejudice film TV del 1938, scritto da Michael Barry, con Curigwen Lewis e Andrew Osborn.
- Pride and Prejudice serie televisiva del 1952, diretto da Campbell Logan con Daphne Slater e Peter Cushing.
- Orgoglio e pregiudizio sceneggiato televisivo in lingua italiana del 1957, diretto da Daniele D'Anza con Virna Lisi e Franco Volpi.
- Pride and Prejudice serie televisiva del 1958 scritta da Cedric Wallis con Jane Downs e Alan Badel.
- De vier dochters Bennet adattamento in lingua tedesca del 1961, diretto da Cedric Wallis e Lo Van Hensbergen.
- Pride and Prejudice serie televisiva del 1967, diretta da Joan Craft con Celia Bannerman e Lewis Fiander.
- Pride and Prejudice serie televisiva del 1980, diretta da Cyril Coke con Elizabeth Garvie e David Rintoul.
- Orgoglio e pregiudizio serie televisiva del 1995, diretta da Simon Langton e scritta da Andrew Davies, con Jennifer Ehle e Colin Firth.
- Il romanzo di Amanda serie televisiva del 2008, diretta da Dan Zeff con Gemma Arterton ed Elliot Cowan. Adattamento fantasioso del romanzo.

Ragione e sentimento
- Sense and Sensibility serie televisiva del 1971, diretta da David Giles con Joanna David e Ciaran Madden.
- Sense and Sensibility serie televisiva del 1981, diretta da Rodney Bennett con Irene Richard e Tracey Childs.
- Sense and Sensibility serie televisiva del 2008, diretta da John Alexander e scritta da Andrew Davies, con Hattie Morahan e Charity Wakefield.

Mansfield Park
- Mansfield Park serie televisiva del 1983, diretta da David Giles con Sylvestra Le Touzel, Nicholas Farrell e Anna Massey.
- Mansfield Park film TV del 2008, diretto da Iain B. MacDonald con Billie Piper.

Emma
- Emma serie televisiva del 1960 con Diana Fairfax.
- Emma serie televisiva del 1972 con Doran Godwin.
- Emma film TV del 1996 con Kate Beckinsale.
- Emma miniserie televisiva del 2009 con Romola Garai e Jonny Lee Miller.

L'abbazia di Northanger
- Northanger Abbey film TV del 1986, diretto da Giles Foster con Katharine Schlesinger e Peter Firth.
- L'abbazia di Northanger film TV del 2007, diretto da Jon Jones e scritto da Andrew Davies, con Felicity Jones e JJ Field.

Persuasione
- Persuasion serie televisiva del 1960 diretta da Campbell Logan, con Daphne Slater e Paul Daneman.
- Persuasion serie televisiva del 1971, diretta da Julian Mitchell con Ann Firbank e Bryan Marshall.
- Persuasion serie televisiva del 2007, diretta da Adrian Shergold, con Sally Hawkins e Rupert Penry-Jones.

Sanditon
- Sanditon serie televisiva del 2019, diretta da Oliver Blackburn, Lisa Clarke e Charles Sturridge, scritta da Andrew Davies, con Rose Williams e Theo James.

### Teatro
- First Impression, musical di Broadway del 1935 tratto da Orgoglio e pregiudizio;
- JANE, the musical, spettacolo del 2006 basato sulla vita dell'autrice, diretto da Geetika Lizardi.[29]

### Letteratura
- Gran parte del corpus delle opere della scrittrice inglese Elizabeth Aston contiene personaggi e ambienti dei romanzi di Jane Austen.[30]
- The Janeites è un racconto di Rudyard Kipling pubblicato nella raccolta Debits and Credits del 1926. Narra di un gruppo di soldati della prima guerra mondiale fan dei romanzi di Jane Austen.
- Come trovare l'uomo giusto secondo Jane Austen è un saggio di Lauren Henderson che, studiando le eroine dei romanzi della Austen, stila un manuale di comportamento per le relazioni di coppia.[31]
- Nel 2008 è stato pubblicato in Italia il romanzo di Syrie James, Il diario perduto di Jane Austen, che narra di un'immaginaria storia d'amore tra la scrittrice e il signor Ashford, personaggio ispirato agli eroi protagonisti dei romanzi di Jane Austen.[32]
- Orgasmo e pregiudizio. Il sesso perduto di Jane Austen è un romanzo di Arielle Eckstut. L'autrice scrive delle scene erotiche, originariamente contenute nei romanzi della Austen (in realtà frutto della fantasia della Eckstut), ma censurate dalla sorella Cassandra.[33]
- La ragazza che voleva essere Jane Austen è un romanzo per ragazzi di Polly Shulman edito in Italia nel 2007. Narra delle vicende amorose di due amiche, Julia e Ashleigh, con una grande passione per la Austen. L'eccentrica Ashleigh, presa dall'entusiasmo, inizierà a credersi l'eroina di Orgoglio e pregiudizio.[34]
- Un tè con Jane Austen è un libro dell'autrice Catherine Bell pubblicato in Italia nel 2023. Viene ricostruita la vita dell'autrice dai 20 anni in poi sotto forma di romanzo, a partire dal primo ballo con Tom Lefroy.[35]
- Nel romanzo Il gentiluomo, di Andrea Perego, pubblicato in Italia nel 2022, Jane Austen è uno dei personaggi che il protagonista, un nobiluomo francese fuggito da Parigi a seguito della Rivoluzione, incontra nella sua nuova vita londinese lavorando per Henry Austen, il fratello della scrittrice.[36]

Orgoglio e pregiudizio
- La scrittrice inglese Elizabeth Aston ha scritto nel 2003 un sequel di Orgoglio e pregiudizio dal titolo Mr. Darcy's Daughters.
- La scrittrice Pamela Aidan ha pubblicato una trilogia, tratta da Orgoglio e pregiudizio, che presenta la vicenda dal punto di vista di Mr Darcy. I romanzi sono editi dalla Tea. "Per orgoglio o per amore. Un romanzo di Fitzwilliam Darcy, gentiluomo", "Tra dovere e desiderio. Un romanzo di Fitzwilliam Darcy, gentiluomo" e "Quello che resta. Un romanzo di Fitzwilliam Darcy, gentiluomo".
- La scrittrice statunitense Carrie Bebris è autrice di sei romanzi gialli (Orgoglio e preveggenza,[37] Sospetto e sentimento,,[38] Le ombre di Pemberley,[39] L'enigma di Mansfield Park,[40] Inganno e persuasione, Intrigo a Highbury) che hanno come protagonisti il signore e la signora Darcy. Nei sei sequel, Darcy ed Elizabeth incontrano i protagonisti di altri romanzi della Austen.
- L'indipendenza della Signorina Bennet (2008) di Colleen McCullough narra della vita di Mary Bennet, unica fra le sorelle Bennet a non sposarsi, dopo la morte della madre.[41]
- Nel 2009 è stato pubblicato Orgoglio e Pregiudizio e Zombie, romanzo di Seth Grahame-Smith che unisce al testo della Austen elementi del genere horror.[42]
- Nel 2013 è stata pubblicata dalla Marvel (Panini comics) una versione a fumetti di Orgoglio e Pregiudizio ispirata al romanzo originale a cura di Nancy Butler e Hugo Petrus.